# 茶山镇 (信宜市)
茶山镇，是中华人民共和国广东省茂名市信宜市下辖的一个乡镇级行政单位。

## 行政区划
茶山镇下辖以下地区：
茶山村、渤上村、周冲村、白木村、丰垌村、丰垌口村、滩垌村、渤中村、渤垌村、平田村和榕垌村。